# Comuna Mălușteni, Vaslui
Mălușteni este o comună în județul Vaslui, Moldova, România, formată din satele Ghireasca, Lupești, Mălușteni (reședința), Mânăstirea, Mânzătești și Țuțcani. Populația la recensământul din 2011 a fost de 2462 locuitori.
Pe raza comunei Mălușteni se află unul dintre cele mai bogate puncte fosilifere unde au fost găsite urme fosile de maimuțe, antilope, cămile, cerbi, broaște țestoase datând din terțiar.
Satul Mălușteni are o școală generală cu clasele I-VIII, un oficiu poștal, dispensar și o circă de poliție. Biserica este cu hramul "Sf. Mare Mucenic Dimitrie, izvorâtorul de mir".

## Demografie
Componența etnică a comunei Mălușteni
     Români (89,9%)
     Alte etnii (0%)
     Necunoscută (10,1%)
Componența confesională a comunei Mălușteni
     Ortodocși (87,46%)
     Adventiști (1,5%)
     Alte religii (0,5%)
     Necunoscută (10,54%)
Conform recensământului efectuat în 2021, populația comunei Mălușteni se ridică la 1.802 locuitori, în scădere față de recensământul anterior din 2011, când fuseseră înregistrați 2.462 de locuitori. Majoritatea locuitorilor sunt români (89,9%), iar pentru 10,1% nu se cunoaște apartenența etnică. Din punct de vedere confesional, majoritatea locuitorilor sunt ortodocși (87,46%), cu o minoritate de adventiști (1,5%), iar pentru 10,54% nu se cunoaște apartenența confesională.

## Politică și administrație
Comuna Mălușteni este administrată de un primar și un consiliu local compus din 11 consilieri. Primarul, Gheorghe Bîțu[*], de la Partidul Social Democrat, este în funcție din 1 noiembrie 2024. Începând cu alegerile locale din 2024, consiliul local are următoarea componență pe partide politice:
|  | Partid                   | Consilieri | Componența Consiliului | Componența Consiliului | Componența Consiliului | Componența Consiliului | Componența Consiliului | Componența Consiliului |
|  | ------------------------ | ---------- | ---------------------- | ---------------------- | ---------------------- | ---------------------- | ---------------------- | ---------------------- |
|  | Partidul Social Democrat | 6          |                        |                        |                        |                        |                        |                        |
|  | Alianța Dreapta Unită    | 5          |                        |                        |                        |                        |                        |                        |